# Etnografski muzej Split
Etnografski muzej Split, smješten je neposredno pored Peristila, središnjeg trga Palače.

## Povijest
Za vrijeme Austro-Ugarske Monarhije 1913. godine po odobrenju iz Beča potvrđen je Statut muzeja čime je ustanova pravno zaživjela. Ključna osoba vezana uz povijest muzeja je inženjer Kamilo Tončić pl. Sorinjski (1878.–1961.). Godine 1906. započela je s radom Obrtna škola u Splitu, a u toj ustanovi se od 1909. godine izlažu etnografski eksponati. Ravnatelj škole bio je Kamilo Tončić i na njegovu inicijativu i zalaganje započelo se je sa sustavnim otkupom i prikupljanjem etnografske građe koja je trebala poslužiti za uzor učenicima s ciljem očuvanja izvorne narodne tradicije stvaralaštva. Godine 1910. u jednoj od prostorija škole su predstavljene narodne nošnje s područja Dalmacije, ta je Zbirka postala dio stalnog postava. U to vrijeme počeo se je za izložbeni prostor upotrebljavati naziv - „Narodni muzej”, „Pokrajinski muzej za narodni obrt i umjetnost” i „Zemaljski muzej za narodnu industriju i narodnu umjetnost”. Muzejski prostor do službene potvrde slovio je kao lijepo namješten i opskrbljen. Kamilo Tončić postao je prvi ravnatelj muzeja i na toj službi je bio sve do 1944. godine. Muzej je nakon 1. svjetskog rata (1919.) premješten na drugo mjesto u prostorije Poljoprivredne škole blizu Arheološkog muzeja. U tom objektu organizirana je druga stalna postava, iako je zbog količine građe prostor vrlo brzo postao premalen i neadekvatan. U međuratnom razdoblju muzej dobiva status regionalne ustanove te se prikuplja etnografska građa s cijelog područja tadašnje države. Tijekom dva svjetska rat vrijedna muzejska građa je očuvana.
Treći put muzej je preseljen 1924. u zgradu Stare gradske vijećnice i u tim prostorijama je djelovao sve do 2004. godine. Muzej se i danas nalazi unutar stare jezgre, ali na novoj adresi - Iza vestibula 4.

## Građa
Muzejska građa sastoji se od etnografskih zbirki, dokumentacijskih fondova te knjižnične zbirke.

## Usluge
Pružanje stručne pomoći iz područja djelatnosti muzeja, održavanje predavanja, vršenje stručnog vodstva, pružanje usluge informiranja vezano uz aktivnosti, organiziranje izložbi, objavljivanje stručnih publikacija.

## Vanjske poveznice
- Mrežne stranice Etnografskog muzeja Split  Arhivirana inačica izvorne stranice od 4. prosinca 2008. (Wayback Machine)
- Muzeji Hrvatske na internetu, Etnografski muzej Split  Arhivirana inačica izvorne stranice od 13. srpnja 2007. (Wayback Machine)